# Cachryx
Cachryx is een geslacht van hagedissen uit de familie leguanen (Iguanidae).

## Naam en indeling
De wetenschappelijke naam van de groep werd voor het eerst voorgesteld door Edward Drinker Cope in 1866. Er zijn twee soorten, die lange tijd tot het geslacht van de zwarte leguanen (Ctenosaura) werden gerekend.

### Soorten
Het geslacht omvat de volgende soorten, met de auteur en het verspreidingsgebied.
| Naam                      | Auteur       | Verspreidingsgebied |
| ------------------------- | ------------ | ------------------- |
| Ctenosaura alfredschmidti | Köhler, 1995 | Mexico              |
| Cachryx defensor          | Cope, 1866   | Guatemala, Mexico   |

## Verspreiding en habitat
De soorten komen voor in delen van Midden-Amerika en leven in de landen Guatemala en Mexico.
De habitat bestaat uit zowel drogere als vochtige tropische en subtropische bossen. De soorten zijn aangetroffen van zeeniveau tot op een hoogte van ongeveer 100 meter boven zeeniveau.

## Beschermingsstatus
Door de internationale natuurbeschermingsorganisatie IUCN is aan beide soorten een beschermingsstatus toegewezen. Cachryx alfredschmidti wordt gezien als 'gevoelig' (Near Threatened of NT) en de soort Cachryx defensor wordt beschouwd als 'kwetsbaar' (Vulnerable of VU).